# Lucius
Lucius — компьютерная игра в жанре survival horror, разработанный финской игровой компанией Shiver Games, а издана Lace Mamba Global. Релиз игры состоялся 26 октября 2012 года.

## Сюжет
6 июня 1966 года на свет появился мальчик по имени Люциус. Казалось бы, что странного. Верно, что в этот день появилось много детей на свет, но на шестой день рождения Люциуса стало ясно его отличие от других. В этот день Люциусу открылись его судьба и предназначение.
Детство главного героя проходит за городом в окружении семьи и прислуги. Люциус играет в песочнице, бегает за бабочками по парку рядом с домом. На шестой день рождения получает от отца замечательный подарок в виде сверхъестественных способностей: теле- и пирокинез, подчинение воли, и все это благодаря тому, что отцом ребёнка был небезызвестный Люцифер.
Но чтобы получить эти подарки, надо немного потрудиться. А для этого сделать надо совсем немного — убить всех жителей загородного дома, в котором живёт Люциус.

## Рецензии
| Сводный рейтинг       | Сводный рейтинг |
| Агрегатор             | Оценка          |
| --------------------- | --------------- |
| GameRankings          | 58,00 %         |
| Metacritic            | 59/100          |
| Иноязычные издания    |                 |
| Издание               | Оценка          |
| Destructoid           | 3/10            |
| GameSpot              | 6,5/10          |
| Русскоязычные издания |                 |
| Издание               | Оценка          |
| «Игромания»           | 6/10            |

По данным агрегатора рецензий Metacritic Lucius получила смешанные отзывы критиков.

## Продажи
Летом 2018 года, благодаря уязвимости в защите Steam Web API, стало известно, что точное количество пользователей сервиса Steam, которые играли в игру хотя бы один раз, составляет 596 725 человек.